# Ticket to Ride (spel)
Ticket to Ride is een bordspel van Alan R. Moon en uitgegeven door Days of Wonder, voor het eerst in 2004.
Het is een treinavontuur dat de speler dwars door Amerika voert. Spelers verzamelen kaarten met verschillende types treinwagons, die het mogelijk maken een claim te doen gelden op treinroutes tussen de steden van Noord-Amerika. Hoe langer de routes, hoe meer punten ze winnen. Bijkomende punten kunnen gescoord worden door twee verafgelegen steden op bestemmingskaarten met elkaar te verbinden, of door de langste routeverbinding aan te leggen.
Een computerspel werd onder een gelijknamige titel ontwikkeld door Next Level Games voor de Nintendo Wii en werd uitgebracht in 2009.

## Ticket to Ride - Europe
De opvolger van Ticket to Ride speelt zich af in Europa op een geheel nieuw spelbord, waaraan enkele nieuwe spelelementen zijn toegevoegd:
- Tunnels (routes met een zwart tekentje): als je een tunnel wil spelen moet je daarvoor de benodigde treinkaarten afleggen. Daarna worden er 3 extra treinkaarten getrokken. Voor elke treinkaart die overeenkomt met de kleur treinkaarten die je hebt afgelegd moet je een extra treinkaart afleggen. Dit representeert onverwachte tegenslag bij het bouwen van tunnels en betekent de introductie van een kanselement in het spel. Er is één tunnel van 8 lengte, wat inhoudt dat deze theoretisch maximaal 11 kaartjes zou kunnen kosten.
- Stations: men krijgt de beschikking over 3 stations met een waarde van 4 punten elk. Een station mag op een stad geplaatst worden om gebruik te maken van één lijn van een tegenstander om een routekaartje te completeren, NIET om de langste route te claimen.
- Lange en korte routes: in het begin krijgt iedereen 1 lange en 3 korte routes, waarvan er minimaal 2 gehouden moeten worden.
- Veerboten: routes met verplichte inzet van locomotieven: 1 of 2 loco's plus 0 tot 4 andere treinkaartjes.

## Andere versies
- Ticket to Ride - Märklin Edition
- Ticket to Ride - Nordic Countries
- Ticket to Ride - The Card Game (ook in Nederlands als Het Kaartspel)
- Ticket to Ride - 10th Anniversary (XL versie van de Amerikaanse standaard met luxe treintjes in tins)
- Ticket to Ride - Germany (soort geüpdatete versie van Märklin)
- Ticket to Ride - Rails and Sails bevat naast treintjes ook bootjes en bijbehorende bootkaarten; 2 speelborden (de gehele wereld en het Great Lakes district uit Noord-Amerika)

## Uitbreidingen
- Ticket to Ride - USA 1910 Expansion (kan alleen in combinatie met TtR USA-basisspel worden gespeeld. Bevat tevens grotere treinkaarten die ook bij alle Map Collections - zie hieronder - kunnen worden gebruikt)
- Ticket to Ride - Europe 1912 Expansion (kan alleen in combinatie met TtR Europe-basisspel worden gespeeld)
- Ticket to Ride - Switzerland (out of print, samengevoegd met India in Map Collection 2)
- Ticket to Ride - Map Collection 1: Asia (teams) + Legendary Asia (Uitbreiding: treintjes en treinkaarten uit basisspel TtR USA of TtR Europe zijn vereist)
- Ticket to Ride - Map Collection 2: India + Switzerland (Uitbreiding: treintjes en treinkaarten uit basisspel TtR USA of TtR Europe zijn vereist)
- Ticket to Ride - Map Collection 3: The Heart Of Africa (Uitbreiding: treintjes en treinkaarten uit basisspel TtR USA of TtR Europe zijn vereist)
- Ticket to Ride - Map Collection 4: Nederland (Uitbreiding: treintjes en treinkaarten uit basisspel TtR USA of TtR Europe zijn vereist)
- Ticket to Ride - Map Collection 5: Engeland en Pennsylvania (Uitbreiding: treintjes en treinkaarten uit basisspel TtR USA of TtR Europe zijn vereist)
- Ticket to Ride - Map Collection 6: France & Old West (Uitbreiding: treintjes en treinkaarten uit basisspel TtR USA of TtR Europe zijn vereist): France is met 6 spelers te doen
- Ticket to Ride - Map Collection 7: Japan en Italië (Uitbreiding: treintjes en treinkaarten uit basisspel TtR USA of TtR Europe zijn vereist)
- Ticket to Ride - The Dice Expansion
- Ticket to Ride - Alvin & Dexter Expansion
- Ticket to Ride - Germany 1902 (kan alleen in combinatie met TtR Germany-basisspel worden gespeeld. (Bevat passagiers in verschillende kleuren die op het bord op steden komen te staan en die je kan pakken als je een route aanlegt voor bonuspunten.)

## WK 2014 voor Nederland
999 Games-medewerker en meervoudig Kolonisten van Catan-kampioen Erwin Pauëlsen heeft in Parijs het wereldkampioenschap Ticket to Ride 2014 gewonnen. Hij was in dat voorjaar ook al de winnaar van de Benelux-finale in Brussel, die hem en de Belg Michel Hautecoeur een plek op dit WK opleverde. Pauëlsen versloeg zijn Belgische tegenstander in de halve finale, om aansluitend zijn Amerikaanse opponent Kenneth Heilfron op te rollen.
Het toernooi vond plaats in het Musée de la Carte à Jouer in Issy-les-Moulineaux. De hoofdprijs was een reis voor twee personen met de Eastern & Oriental Express in Zuidoost-Azië.
Op 4 november 2014 heeft Days of Wonder in een persbericht aangekondigd dat Erwin Pauelsen zijn titel heeft ingeleverd. De Amerikaan Kenneth Heilfron, die eerst tweede werd op het wereldkampioenschap Ticket to Ride 2014, is vervolgens uitgeroepen tot winnaar.